# ماتيو كونتيني
ماتيو كونتيني (بالإيطالية: Matteo Contini)‏ (مواليد 16 أبريل 1980 في جيمونيو - إيطاليا) لاعب كرة قدم إيطالي يلعب حاليا لصالح نادي الدرجة الأولى نابولي الإيطالي منذ 2007 في مركز الظهير الأيسر كما يجيد اللعب في مركز قلب الدفاع .

## روابط خارجية
- ماتيو كونتيني على موقع قاعدة بيانات كرة القدم.إي يو (الإنجليزية)
- ماتيو كونتيني على موقع ليكيب (الفرنسية)
- ماتيو كونتيني على موقع Soccerway.com (الإنجليزية)
- ماتيو كونتيني على موقع عالم كرة القدم.نت (الإنجليزية)
- ماتيو كونتيني على موقع كووورة
- ماتيو كونتيني على موقع AS.com (الإسبانية)